# Каблуковское сельское поселение
Каблуковское се́льское поселе́ние — упразднённое муниципальное образование в составе Калининского района Тверской области, существовавшее в 2005 — 2023 годах.
Центр поселения — село Каблуково.

## Географические данные
- Общая площадь: 645,7 км².
- Нахождение: восточная часть Калининского района.
  - Граничит:
    - на севере — с Рамешковским районом, СП Ильгощи,
    - на северо-востоке — с Кимрским районом, Горицкое СП и Стоянцевское СП,
    - на юге — с Конаковским районом, Первомайское СП, Юрьево-Девичьевское СП и Городенское СП,
    - на юго-западе — с Эммаусским СП (по Волге),
    - на западе — с городом Тверь,
    - на северо-западе — с Аввакумовским СП и Славновским СП.

Главные реки — Волга (Иваньковское водохранилище, на протяжении 34 км по южной границе), Орша, Созь. На севере поселения — часть болотного массива «Оршинский Мох», где находятся несколько озёр из системы Оршинско-Петровских озёр.

### Транспорт
Основная автодорога — Тверь — Рождествено — Ильинское.

## История
В XIX — начале XX века деревни поселения относились к Каблуковской волости Тверского уезда и Рождественской и Кудрявцевской волостям Корчевского уезда Тверской губернии.

В 1950-е годы на территории поселения существовали Савватьевский и Каблуковский сельсоветы Калининского района и Лисицкий, Нестеровский, Литвинцевский, Рождественский и Ильинский сельсоветы Оршинского района Калининской области.
Оршинский район существовал с 1937 по 1959 год, центром района было село Рождествено.
Каблуковское сельское поселение образовано в 2005 году, включило в себя территории Савватьевского, Каблуковского и Рождественского сельских округов.
Законом Тверской области от 26.05.2023 № 25-ЗО муниципальное образование было упразднено с включением всех населённых пунктов в состав Калининского муниципального округа.

## Население
На 01.01.2008 — 3058 человек.

## Населённые пункты
На территории поселения находятся следующие населённые пункты:
| №  | Тип нп | Название                       | Население (2008 год) |
| -- | ------ | ------------------------------ | -------------------- |
| 1  | село   | Каблуково                      | 302                  |
| 2  | дер.   | Видогощи                       | 29                   |
| 3  | дер.   | Заборовье                      | 352                  |
| 4  | дер.   | Ильино                         | 0                    |
| 5  | дер.   | Крупшево                       | 32                   |
| 6  | дер.   | Курганово                      | 6                    |
| 7  | дер.   | Левобережная                   | 2                    |
| 8  | дер.   | Лисицы                         | 54                   |
| 9  | н. п.  | Турбаза «Лисицкий Бор»         | 130                  |
| 10 | дер.   | Мишнево                        | 28                   |
| 11 | дер.   | Орша                           | 21                   |
| 12 | дер.   | Сергеевка                      | 18                   |
| 13 | дер.   | Судимирка                      | 17                   |
| 14 | дер.   | Тенешкино                      | 1                    |
| 15 | дер.   | Юрьевское                      | 22                   |
| 16 | дер.   | Савватьево                     | 521                  |
| 17 | дер.   | Домниково                      | 15                   |
| 18 | дер.   | Иенево                         | 17                   |
| 19 | дер.   | Поддубье                       | 70                   |
| 20 | н. п.  | Савватьевское Лесничество      | 2                    |
| 21 | н. п.  | Савватьевское Торфопредприятие | 180                  |
| 22 | село   | Рождествено                    | 872                  |
| 23 | дер.   | Анашкино                       | 9                    |
| 24 | дер.   | Борзенево                      | 31                   |
| 25 | дер.   | Бортниково                     | 87                   |
| 26 | дер.   | Быково                         | 12                   |
| 27 | дер.   | Васильково                     | 1                    |
| 28 | дер.   | Всехсвятское                   | 12                   |
| 29 | дер.   | Дягелево                       | 0                    |
| 30 | дер.   | Захарьино                      | 5                    |
| 31 | дер.   | Иваньково                      | 0                    |
| 32 | дер.   | Ильино                         | 0                    |
| 33 | дер.   | Коробейкино                    | 5                    |
| 34 | дер.   | Литвинцево                     | 27                   |
| 35 | дер.   | Марьино                        | 0                    |
| 36 | дер.   | Нестерово                      | 101                  |
| 37 | дер.   | Новая Ведерня                  | 0                    |
| 38 | дер.   | Новоселово                     | 0                    |
| 39 | дер.   | Спас На Сози                   | 0                    |
| 40 | дер.   | Старенькое                     | 6                    |
| 41 | дер.   | Староселье                     | 61                   |
| 42 | дер.   | Тешелово                       | 1                    |
| 43 | дер.   | Хотмирово                      | 8                    |
| 44 | дер.   | Ямки                           | 1                    |

Две одноимённых деревни Ильино (Каблуковское сельское поселение).
На территории поселения находятся 58 садоводческих товариществ.

### Упразднённые населённые пункты
На территории поселения исчезли деревни Лучкино,  Никольская Слобода, Саморезово, Сущево, Царево, Шишкино и другие.

## Известные люди
В деревне Савватьево родился Герой Советского Союза Алексей Арсентьевич Томский.
 В деревне Лисицы родился Герой Советского Союза Василий Иванович Галахов.
 В деревне Судимирка родился Герой Советского Союза Андрей Андреевич Баштырков.
 В деревне Старенькое родился Герой Советского Союза Константин Яковлевич Усанов.